# Hypochrysops oineus
Hypochrysops oineus är en fjärilsart som beskrevs av Hans Fruhstorfer 1908. Hypochrysops oineus ingår i släktet Hypochrysops och familjen juvelvingar. Inga underarter finns listade i Catalogue of Life.